# Liste de sondages sur les élections législatives françaises de 2017
Pour un article plus général, voir Élections législatives françaises de 2017.
Cette page dresse la liste des sondages d'opinions relatifs aux élections législatives françaises de 2017.
Tous les sondages de cette liste, sauf mention contraire, se conforment aux règles de la Commission des sondages,, et appliquent la méthode dite des quotas.

## Intervalle de confiance

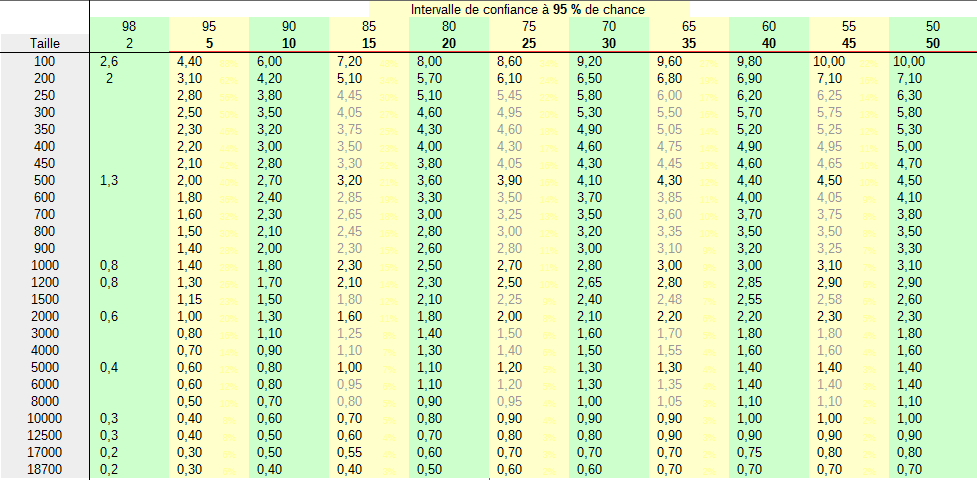
Intervalle de confiance à 95 % de chance.

La plupart des sondages sont publiés accompagnés d'une présentation des intervalles de confiance à 95 %. Le tableau résume les intervalles de confiance selon la taille de l’échantillon (ou du sous-échantillon).
Si pour un échantillon (sous-échantillon) de 1 000 personnes le candidat reçoit 10 % (ou 90 %) d'intentions de vote, l'incertitude est de 3 points pour un niveau de confiance de 95 %. Il y a donc 95 % de chance que son score soit compris entre 7  et   13 % (respectivement 87 % - 93 %). 
En fait, l'incertitude est inférieure pour des effectifs stratitifés comme avec la méthode des quotas. À noter que la base de comparaison doit être cohérente : il faut soit donner le pourcentage par rapport à l'effectif total y compris abstention, blanc et NSPP, soit N doit être limité aux intentions de vote pour un candidat quant l'on veut que la somme des scores fasse 100 % comme ci-dessous. Par exemple à 25 % d'abstention, 1 000 sondés ne correspondent qu'à 750 exprimés pour un candidat, ce qui monte l'incertitude à +- 3,6 %.

## Sondages

### Premier tour
La proportion d'hésitants est restée longtemps élevée : 11 jours avant le vote, seulement 51 % des sondés étaient sûrs de leur choix et 36 % hésitants entre plusieurs votes et l'abstention, selon un sondage Kantar Sofres du 30 mai. 
De plus, le scrutin uninominal majoritaire à deux tours rend difficile les projections en sièges. Les sondeurs se concentrent donc majoritairement sur les intentions de vote et non sur les projections en siège.
|                                                            |                    |        |         |        |         |        |        |        |         |         |        |         |        |
| Résultats                                                  | 11 juin 2017       | N/A    | 51,29 % | 0,77 % | 11,02 % | 2,72 % | 4,30 % | 7,91 % | 32,32 % | 18,80 % | 1,17 % | 13,20 % | 7,77 % |
| Arrêt de publication des sondages en France (9 juin 2017). |                    |        |         |        |         |        |        |        |         |         |        |         |        |
| Ipsos                                                      | 7 au 8 juin        | 1 995  | 40 %    | 1 %    | 11,5 %  | 2 %    | 3 %    | 8 %    | 31,5 %  | 22 %    | 1,5 %  | 17 %    | 2,5 %  |
| OpinionWay                                                 | 6 au 8 juin        | 3 080  | 46 %    | 1 %    | 12 %    | 3 %    | 3 %    | 7 %    | 30 %    | 21 %    | –      | 18 %    | 2 %    |
| Elabe                                                      | 5 au 8 juin        | 2 001  |         | 0,5 %  | 11 %    | 2 %    | 3 %    | 9 %    | 29 %    | 23 %    | 2 %    | 17 %    | 3,5 %  |
| BVA                                                        | 2 au 5 juin        | 4 772  | 41 %    | 1 %    | 12,5 %  | 2 %    | 3 %    | 8 %    | 30 %    | 20 %    | 2 %    | 18 %    | 3,5 %  |
| Ipsos                                                      | 2 au 4 juin        | 2 103  | 40 %    | 1 %    | 12,5 %  | 2 %    | 2,5 %  | 8,5 %  | 29,5 %  | 23 %    | 1,5 %  | 17 %    | 2,5 %  |
| OpinionWay                                                 | 30 mai au 1er juin | 1 940  | 45 %    | 1 %    | 13 %    | 3 %    | 2 %    | 9 %    | 29 %    | 20 %    | –      | 18 %    | 5 %    |
| Odoxa                                                      | 31 mai au 1er juin | 989    | 48 %    | 1 %    | 11 %    | 3 %    | 3 %    | 8 %    | 33 %    | 19 %    | 2,5 %  | 18 %    | 1,5 %  |
| Harris Interactive                                         | 30 mai au 1er juin | 1 002  |         | 2 %    | 11 %    | 2 %    | 3 %    | 8 %    | 31 %    | 18 %    | 2 %    | 18 %    | 5 %    |
| Ifop                                                       | 29 au 31 mai       | 2 802  |         | 0,5 %  | 12 %    | 2,5 %  | 3 %    | 7,5 %  | 31 %    | 19 %    | 2 %    | 18 %    | 4,5 %  |
| Ipsos                                                      | 27 au 30 mai       | 14 958 | 39 %    | 0,5 %  | 11,5 %  | 2 %    | 3 %    | 8,5 %  | 31 %    | 22 %    | 2 %    | 18 %    | 1,5 %  |
| Ipsos                                                      | 26 au 28 mai       | 1 127  | 44 %    | 0,5 %  | 11,5 %  | 2 %    | 3 %    | 9 %    | 29,5 %  | 22 %    | 2,5 %  | 18 %    | 2 %    |
| Kantar Sofres                                              | 24 au 28 mai       | 2 022  | 37 %    | 1 %    | 12 %    | 2 %    | 3,5 %  | 8 %    | 31 %    | 18 %    | 2,5 %  | 17 %    | 2 %    |
| Harris Interactive                                         | 23 au 26 mai       | 1 010  |         | 2 %    | 14 %    | 2 %    | 3 %    | 7 %    | 31 %    | 18 %    | 3 %    | 19 %    | 1 %    |
| OpinionWay                                                 | 23 et 24 mai       | 2 176  |         | 1 %    | 15 %    | 2 %    | 10 %   | 10 %   | 28 %    | 20 %    | –      | 19 %    | 5 %    |
| Elabe                                                      | 23 et 24 mai       | 1 011  | 49 %    | 0,5 %  | 12 %    | 2 %    | 2,5 %  | 6,5 %  | 33 %    | 20 %    | 1,5 %  | 19 %    | 3 %    |
| Ifop-Fiducial                                              | 18 et 19 mai       | 950    |         | 0,5 %  | 15 %    | 1,5 %  | 2,5 %  | 7 %    | 31 %    | 19 %    | 2,5 %  | 18 %    | –      |
| Harris Interactive                                         | 16 au 18 mai       | 940    |         | 1 %    | 16 %    | 2 %    | 3 %    | 6 %    | 32 %    | 18 %    | 3 %    | 19 %    | –      |
| OpinionWay                                                 | 16 au 18 mai       | 1 997  |         | 1 %    | 14 %    | 2 %    | 11 %   | 11 %   | 27 %    | 20 %    | –      | 20 %    | 5 %    |
| Harris Interactive                                         | 15 au 17 mai       | 4 598  |         | 1 %    | 15 %    | 2 %    | 3 %    | 6 %    | 32 %    | 19 %    | 3 %    | 19 %    | –      |
| Harris Interactive                                         | 9 au 11 mai        | 941    |         | 2 %    | 14 %    | 2 %    | 3 %    | 7 %    | 29 %    | 20 %    | 3 %    | 20 %    | –      |
| Harris Interactive                                         | 7 mai              | 2 376  |         | 1 %    | 13 %    | 2 %    | 3 %    | 8 %    | 26 %    | 22 %    | 3 %    | 22 %    | –      |
| Kantar Sofres                                              | 4 et 5 mai         | 1 507  | 46 %    | 2 %    | 15 %    | 1 %    | 3,5 %  | 9 %    | 24 %    | 22 %    | 2,5 %  | 21 %    | –      |
| Ifop-Fiducial                                              | 4 et 5 mai         | 1 405  |         | 1 %    | 16 %    | 2 %    | 3 %    | 9 %    | 22 %    | 22,5 %  | –      | 20 %    | 3 %    |
| OpinionWay                                                 | 24 avr. au 1er mai | 5 032  |         | 1 %    | 10 %    | 10 %   | 13 %   | 13 %   | 26 %    | 24 %    | –      | 19 %    | 7 %    |

### Second tour
| Sondeur    | Date          | Échantillon | Abstention | Gauche | LREM-MoDem | LR-UDI | FN   |
| ---------- | ------------- | ----------- | ---------- | ------ | ---------- | ------ | ---- |
| Sondeur    | Date          | Échantillon | Abstention |        |            |        |      |
| Opinionway | 13 au 15 juin | 2 901       | 54 %       | -      | 58 %       | 42 %   | -    |
| Opinionway | 13 au 15 juin | 2 901       | 54 %       | -      | 60 %       | -      | 40 % |
| Opinionway | 13 au 15 juin | 2 901       | 54 %       | 41 %   | 59 %       | -      | -    |

### Par circonscription
| Sondeur                                                                            | Circonscription          | Date              | Échantillon | Intentions de vote pour les principaux candidats |
| ---------------------------------------------------------------------------------- | ------------------------ | ----------------- | ----------- | --- |
| Ifop                                                                               | 3e Landes                | 13 juin - 14 juin | 722         | Jean-Pierre Steiner (LREM) 54 \| Boris Vallaud (PS) 46 |
| Premier tour en France métropolitaine et aux DOM-TOM (9 juin 2017 - 11 juin 2017). |                          |                   |             | |
| Ifop                                                                               | 2e Gironde               | 5 juin - 7 juin   | 691         | Catherine Fabre (LREM) 35 \| Aude Darchy (LFI) 17 \| Anne Walryck (LR-UDI) 15 \| Michèle Delaunay (PS) 14 \| Autres 19                                                             |
| Ifop                                                                               | 1re Charente- Maritime   | 2-6 juin          | 685         | Olivier Falorni (DVG) 34 \| Otilia Ferreira (MoDem-LREM) 31 \| Cédric Ruffié (LFI) 15 \| Bruno Léal (LR-UDI) 12 \| Jean-Marc de Lacoste-Lareymondie (FN) 8 \| Autres 6             |
| Ifop                                                                               | 1re Charente- Maritime   | 2-6 juin          | 685         | Olivier Falorni (DVG) 41 \| Otilia Ferreira (MoDem-LREM) 39 \| Cédric Ruffié (LFI) 20                                                                                              |
| Ifop                                                                               | 1re Charente- Maritime   | 2-6 juin          | 685         | Olivier Falorni (DVG) 55 \| Otilia Ferreira (MoDem-LREM) 45 |
| Ifop                                                                               | 1re Landes               | 1er juin - 5 juin | 722         | Geneviève Darrieussecq (LREM) 43 \| Céline Piot (LFI) 13 \| Renaud Lagrave (PS) 12 \| Christophe Bardin (FN) 12 \| Marie-François Nadau (LR-UDI) 10 \| Autres 10                   |
| Ifop                                                                               | 11e Pas-de-Calais        | 1er juin - 3 juin | 659         | Marine Le Pen (FN) 44 \| Anne Roquet (LREM) 15,5 \| Philippe Kemel (PS) 14,5 \| Jean-Pierre Carpentier (LFI) 13,5 \| Autres 12,5                                                   |
| Ifop                                                                               | 4e Pyrénées- Atlantiques | 31 mai - 2 juin   | 737         | Loïc Corrégé (LREM) 24,5 \| Jean Lassalle (Résistons !) 16 \| Bernard Uthurry (PS) 16 \| Marc Oxibar (LR-UDI) 11,5 \| Didier Bayens (LFI) 9 \| Anita Lopepe (EHB) 7 \| Autres 13,5 |
| Ifop                                                                               | 4e Pyrénées- Atlantiques | 31 mai - 2 juin   | 737         | Loïc Corrégé (LREM) 35 \| Jean Lassalle (Résistons !) 34 \| Bernard Uthurry (PS) 31                                                                                                |
| Ifop                                                                               | 2e Gard                  | 30-31 mai         | 600         | Gilbert Collard (app FN) 32 \| Marie Sara (MoDem-LREM) 31 \| Pascale Mourrut (LR-UDI) 17,5 \| Danielle Floutier (LFI) 14 \| Autres 5,5                                             |
| Ifop                                                                               | 2e Gard                  | 30-31 mai         | 600         | Marie Sara (MoDem-LREM) 41 \| Gilbert Collard (app FN) 37 \| Pascale Mourrut (LR-UDI) 22                                                                                           |
| Ifop                                                                               | 2e Gard                  | 30-31 mai         | 600         | Marie Sara (MoDem-LREM) 56 \| Gilbert Collard (app FN) 44 |
| Ifop                                                                               | 2e Paris                 | 29-31 mai         | 552         | Gilles Le Gendre (LREM) 42 \| Nathalie Kosciusko-Morizet (LR-UDI) 24 \| Anne-Françoise Prunières (LFI) 7,5 \| Marine Rosset (PS) 7 \| Jean-Pierre Lecoq (DVD) 7 \| Autres 12,5     |
| Ifop                                                                               | 2e Paris                 | 29-31 mai         | 552         | Gilles Le Gendre (LREM) 68 \| Nathalie Kosciusko-Morizet (LR-UDI) 32 |
| Ifop                                                                               | 1re Eure                 | 22-24 mai         | 603         | Bruno Le Maire (LREM) 48 \| Fabienne Delacour (FN) 20 \| Michaël Després (LFI) 16 \| Coumba Dioukhané (LR-UDI) 7 \| Autres 9                                                       |
| Ifop                                                                               | 1re Eure                 | 22-24 mai         | 603         | Bruno Le Maire (LREM) 76 \| Fabienne Delacour (FN) 24 |
| Ifop                                                                               | 1re Essonne              | 22-23 mai         | 605         | Manuel Valls (DVG) 30 \| Farida Amrani (LFI) 26 \| Caroline Varin (LR-UDI) 12 \| Danielle Oger (FN) 12 \| Michel Nouaille (PCF-EÉLV) 6.5 \| Autres 13                              |
| Ifop                                                                               | 1re Essonne              | 22-23 mai         | 605         | Manuel Valls (DVG) 50 \| Farida Amrani (LFI) 50 |
| Ifop                                                                               | 6e Rhône                 | 16-18 mai         | 777         | Bruno Bonnell (LREM) 30 \| Najat Vallaud-Belkacem (PS) 19 \| Laurent Legendre (LFI) 17 \| Emmanuelle Haziza (LR-UDI) 13 \| Stéphane Poncet (FN) 12 \| Autres 9                     |
| Ifop                                                                               | 6e Rhône                 | 16-18 mai         | 777         | Bruno Bonnell (LREM) 60 \| Najat Vallaud-Belkacem (PS) 40 |
| Ifop                                                                               | 6e Rhône                 | 16-18 mai         | 777         | Bruno Bonnell (LREM) 62 \| Laurent Legendre (LFI) 38 |
| Ifop                                                                               | 4e Bouches-du- Rhône     | 17-18 mai         | 602         | Jean-Luc Mélenchon (LFI) 38 \| Corinne Versini (LREM) 24 \| Patrick Mennucci (PS-EELV) 13 \| Jeanne Marti (FN) 12 \| Solange Biaggi (LR-UDI) 10 \| Autres 3                        |
| Ifop                                                                               | 4e Bouches-du- Rhône     | 17-18 mai         | 602         | Jean-Luc Mélenchon (LFI) 53 \| Corinne Versini (LREM) 47 |
| Ifop                                                                               | 4e Bouches-du- Rhône     | 17-18 mai         | 602         | Jean-Luc Mélenchon (LFI) 61 \| Patrick Mennucci (PS) 39 |
| Harris                                                                             | 4e Bouches-du- Rhône     | 17-18 mai         | 616         | Jean-Luc Mélenchon (LFI) 35 \| Corinne Versini (LREM) 26 \| Patrick Mennucci (PS-EELV) 13 \| Jeanne Marti (FN) 12 \| Solange Biaggi (LR-UDI) 9 \| Autres 4                         |
| Harris                                                                             | 4e Bouches-du- Rhône     | 17-18 mai         | 616         | Jean-Luc Mélenchon (LFI) 56 \| Corinne Versini (LREM) 44 |

### Majorité souhaitée
| Sondeur                                                                            | Date               | Échantillon | Majorité LREM | Majorité LREM           | Majorité LREM           | Majorité LREM           | Cohabitation | Cohabitation | Cohabitation | Cohabitation |
| Sondeur                                                                            | Date               | Échantillon | Absolue       | Relative, alliance avec | Relative, alliance avec | Relative, alliance avec | Majorité     | Majorité     | Majorité     | Majorité     |
| Sondeur                                                                            | Date               | Échantillon | Absolue       | Centre-gauche           | Les deux                | Centre-droit            | FG / LFI     | PS / EELV    | LR           | FN           |
| ---------------------------------------------------------------------------------- | ------------------ | ----------- | ------------- | ----------------------- | ----------------------- | ----------------------- | ------------ | ------------ | ------------ | ------------ |
| Sondeur                                                                            | Date               | Échantillon |               |                         |                         |                         |              |              |              |              |
| Harris Interactive                                                                 | 13 au 15 juin      | 1 022       | 30 %          | 18 %                    | –                       | 18 %                    | 34 %         | 34 %         | 34 %         | 34 %         |
| Premier tour en France métropolitaine et aux DOM-TOM (9 juin 2017 - 11 juin 2017). |                    |             |               |                         |                         |                         |              |              |              |              |
| OpinionWay                                                                         | 6 au 8 juin        | 3 080       | 48 %          | 48 %                    | 48 %                    | 48 %                    | 51 %         | 51 %         | 51 %         | 51 %         |
| BVA                                                                                | 2 au 5 juin        | 4 772       | 30 %          | 30 %                    | 30 %                    | 30 %                    | 39 %         | 39 %         | 39 %         | 39 %         |
| OpinionWay                                                                         | 30 mai au 1er juin | 2 000       | 50 %          | 50 %                    | 50 %                    | 50 %                    | 48 %         | 48 %         | 48 %         | 48 %         |
| Cevipof Ipsos                                                                      | 27 au 30 mai       | 14 958      | 18,5 %        | 6,5 %                   | 13,5 %                  | 11,5 %                  | 50 %         | 50 %         | 50 %         | 50 %         |
| Ipsos                                                                              | 26 au 28 mai       | 2 138       | 55 %          | 55 %                    | 55 %                    | 55 %                    | 45 %         | 45 %         | 45 %         | 45 %         |
| OpinionWay                                                                         | 23 au 24 mai       | 2 176       | 50 %          | 50 %                    | 50 %                    | 50 %                    | 49 %         | 49 %         | 49 %         | 49 %         |
| Elabe                                                                              | 23 au 24 mai       | 1 011       | 56 %          | 56 %                    | 56 %                    | 56 %                    | 43 %         | 43 %         | 43 %         | 43 %         |
| Odoxa                                                                              | 22 au 23 mai       | 1 014       | 29 %          | 29 %                    | 29 %                    | 29 %                    | 14 %         | 8 %          | 15 %         | 17 %         |
| OpinionWay                                                                         | 16 au 18 mai       | 1 997       | 50 %          | 50 %                    | 50 %                    | 50 %                    | 50 %         | 50 %         | 50 %         | 50 %         |
| Harris Interactive                                                                 | 15 au 17 mai       | 4 598       | 23 %          | 20 %                    | –                       | 17 %                    | 39 %         | 39 %         | 39 %         | 39 %         |
| Harris Interactive                                                                 | 7 mai              | 2 376       | 53 %          | 53 %                    | 53 %                    | 53 %                    | 21 %         | 21 %         | 25 %         | 25 %         |
| Kantar Sofres                                                                      | 4 et 5 mai         | 1 507       | 20 %          | 3 %                     | 5 %                     | 3 %                     | 13 %         | 3 %          | 14 %         | 13 %         |

### Intérêt
- 80 % des Français s'intéressent au scrutin législatif[4], selon Harris Interactive, à un mois du scrutin.
- 73 % des français s'y intéressent, selon un sondage Ipsos réalisé Du 27 au 30 mai[5].
- 61 %  des Français déclarent s’intéresser au scrutin selon un sondage BVA du 2 au 5 juin 2017, qui rappelle que 76 % des Français s’intéressaient à la présidentielle le 21 avril, à 2 jours du 1er tour, où la participation a été de 78 %[6].
- OpinionWay observe un intérêt décroissant de 61 % le 18 mai à 51 % le 1er juin[7].

### Participation
La participation aux législatives, « qui a beaucoup fluctué ces 15 dernières années, pourrait fortement conditionner des scénarios de second tour, déjà bien incertains », observe l'hebdomadaire L'Express. Les candidats n'ayant pas obtenu 12,5 % des inscrits seront éliminés dès le 1er tour. 
Plusieurs sondeurs tentent d'évaluer la probabilité de participation par une échelle de un à dix, dix signifiant « tout à fait certain » d'aller voter. Selon Elabe, 51 % des sondés ont répondu 10 et 11 % entre 0 (« tout à fait certain » de ne pas voter) et 4.
« Une partie conséquente de l’électorat » semble tentée de « faire de ces élections législatives les 3e et 4e tours de l’élection présidentielle et ainsi d’infléchir la politique conduite par le nouveau président », note Emmanuel Rivière, directeur pour la France de Kantar TNS.
L'enjeu des législatives de 2017 « sera beaucoup plus fort » que lors des précédentes, estime le journal La Tribune, « puisque la teneur de la majorité de gouvernement reste très incertaine », et « l'importance de ce choix pourrait faire baisser l'abstention qui avait atteint un record en 2012 ». 
Pour Le Monde, « le résultat est tout aussi incertain que l’a été l’élection présidentielle » et « plus encore que le scrutin présidentiel, les élections législatives seront donc déterminantes pour savoir quelle formation politique gouvernera ». Le Monde estime que la participation est « l’une des inconnues majeures, qui fera fortement varier les scénarios de second tour aux législatives ».

## Projections

### Incertitudes
La spécificité de l'élection présidentielle française de 2017 par rapport aux autres rend incertaine la victoire du camp du président. Bruno Cautrès, chercheur au CEVIPOF, pense qu'« Emmanuel Macron bénéficiera d'une prime liée à la présidentielle, s'il l'emporte. Mais de là à obtenir une majorité absolue de sièges pour son mouvement, ce n'est pas du tout évident ».
Les simulations à partir du résultat du premier tour de la présidentielle sont délicates : le PS ou LR, qui ont quatre députés sur cinq, n'ont jamais obtenu un score aussi bas et un profond renouvellement est à prévoir . Le PS a recueilli 4,5 fois moins de voix qu'en 2012, tandis que les 20,01 % de François Fillon sont comparables à ceux du RPR : 18 % en 1981, 19,96 % en 1988, 19,88 % en 2002.
Des électeurs ayant choisi un candidat peuvent voter ensuite pour un autre mouvement politique. Il est possible que des électeurs ayant choisi un candidat au premier tour de la présidentielle ne votent pas pour son mouvement ensuite. Un sondage sortie des urnes d'OpinionWay faisait apparaître que 45 % des électeurs d'Emmanuel Macron avaient voté utile alors qu'ils étaient 27 % pour François Fillon, 26 % pour Jean-Luc Mélenchon et 25 % pour Marine Le Pen.
Selon l'Ifop, l'élection est incertaine avec beaucoup d’inconnues : la participation, les alliances éventuelles ou le poids des sortants ; l’élimination des partis de gouvernement traditionnels au premier tour de la présidentielle souligne l'émiettement des forces politiques et la quadripartition entre la France insoumise, En marche, Les Républicains et le Front national qui pourrait aboutir à une absence de majorité absolue. Sans l'assurance d'une majorité relative ou absolue à l'Assemblée nationale, le vainqueur de la présidentielle pourrait être contraint à une cohabitation avec une autre majorité. 
À la suite de la projection OpinionWay/SLPV du 3 mai, Brice Teinturier, directeur général délégué d'Ipsos, réagit : « Faire ainsi une projection des élections législatives avant le résultat du second tour de la présidentielle, c'est hautement fragile et peu rigoureux ».
Jérôme Fourquet, directeur à l'Ifop, préfère également rester prudent concernant les projections : En marche ne dispose pas encore de relais locaux ni d'identité politique claire, parmi les 40 % de cumulards, beaucoup privilégieront leur mairie et le nombre de duels ou de triangulaires est incertain.
Antoine Moreau, pour SLPV, répond à Jérôme Fourquet que la précision des sondages d'opinion a été confirmée lors de la présidentielle, que les sortants qui ne se représentent pas ont été identifiés et enfin que les configurations de second tour retiennent le taux d’abstention précédent pour chaque circonscription ; ces résultats pourraient être modifiés par une alliance globale du Parti socialiste avec le Front de gauche ou avec En marche.
Les éventuels accords de désistement rendent également délicat l'estimation du nombre de circonscriptions remporté par un parti.

### Projections
| Sondeur                                                                            | Date               | LFI - PCF       | PS - EELV       | LREM - MoDem        | LR - UDI            | FN              | Divers         |
| ---------------------------------------------------------------------------------- | ------------------ | --------------- | --------------- | ------------------- | ------------------- | --------------- | -------------- |
| Sondeur                                                                            | Date               |                 |                 |                     |                     |                 |                |
| Résultats                                                                          | 18 juin 2017       | 27 5 %          | 45 8 %          | 350 61 %            | 137 24 %            | 8 1 %           | 10 2 %         |
| Fin des sondages en France (16 juin 2017).                                         |                    |                 |                 |                     |                     |                 |                |
| Odoxa                                                                              | 14 au 15 juin      | 8 - 17 1 - 3 %  | 25 - 35 4 - 6 % | 430 - 460 75 - 80 % | 70 - 95 12 - 16 %   | 1 - 6 0 - 1 %   | 3 - 7 1 %      |
| Harris Interactive                                                                 | 13 au 15 juin      | 14 - 25 2 - 4 % | 22 - 35 4 - 6 % | 440 - 470 76 - 81 % | 60 - 80 10 - 14 %   | 1 - 6 0 - 1 %   | 3 - 7 1 %      |
| OpinionWay                                                                         | 13 au 15 juin      | 5 - 15 1 - 3 %  | 20 - 30 3 - 5 % | 440 - 470 76 - 81 % | 70 - 90 12 - 16 %   | 1 - 5 0 - 1 %   | 3 - 10 1 - 2 % |
| Premier tour en France métropolitaine et aux DOM-TOM (9 juin 2017 - 11 juin 2017). |                    |                 |                 |                     |                     |                 |                |
| Ipsos                                                                              | 6 au 8 juin        | 11 - 21 2 - 4 % | 22 - 32 4 - 6 % | 397 - 427 69 - 74 % | 95 - 115 16 - 20 %  | 5 - 15 1 - 3 %  | 5 - 10 1 - 2 % |
| OpinionWay                                                                         | 6 au 8 juin        | 12 - 22 2 - 4 % | 15 - 25 3 - 4 % | 370 - 400 64 - 69 % | 120 - 150 21 - 26 % | 8 - 18 1 - 3 %  | 5 - 10 1 - 2 % |
| Ipsos                                                                              | 2 au 4 juin        | 12 - 22 2 - 4 % | 25 - 35 4 - 6 % | 385 - 415 67 - 72 % | 105 - 125 18 - 22 % | 5 - 15 1 - 3 %  | 3 - 7 1 %      |
| Harris Interactive                                                                 | 30 mai au 2 juin   | 15 - 25 3 - 4 % | 30 - 44 5 - 8 % | 330 - 360 57 - 62 % | 135 - 150 23 - 26 % | 8 - 22 1 - 4 %  | 7 - 9 1 - 2 %  |
| OpinionWay                                                                         | 30 mai au 1er juin | 24 - 31 4 - 5 % | 20 - 35 3 - 6 % | 335 - 355 58 - 62 % | 145 - 165 25 - 29 % | 7 - 17 2 - 3 %  | 5 - 10 1 - 2 % |
| Odoxa                                                                              | 31 mai au 1er juin | 15 - 25 3 - 4 % | 25 - 35 4 - 6 % | 350 - 390 61 - 68 % | 120 - 160 21 - 28 % | 5 - 15 1 - 3 %  | 5 - 10 1 - 2 % |
| Ifop                                                                               | 29 au 31 mai       | 15 - 25 3 - 4 % | 20 - 35 3 - 6 % | 350 - 380 61 - 66 % | 135 - 150 23 - 26 % | 9 - 16 2 - 3 %  | 8 - 12 1 - 2 % |
| Cevipof Ipsos                                                                      | 27 au 30 mai       | 10 - 20 2 - 3 % | 25 - 35 4 - 6 % | 395 - 425 68 - 74 % | 95 - 115 16 - 20 %  | 5 - 15 1 - 3 %  | 5 - 10 1 - 2 % |
| Kantar                                                                             | 24 au 28 mai       | 20 - 30 3 - 5 % | 40 - 50 7 - 9 % | 320 - 350 55 - 61 % | 140 - 155 24 - 27 % | 10 - 15 2 - 3 % | 5 - 10 1 - 2 % |
| OpinionWay                                                                         | 23 et 24 mai       | 25 - 30 5 - 6 % | 25 - 30 7 - 9 % | 310 - 330 58 - 62 % | 140 - 160 26 - 30 % | 10 - 15 2 - 3 % | –              |
| OpinionWay                                                                         | 16 au 18 mai       | 20 - 25 4 - 5 % | 40 - 50 7 - 9 % | 280 - 300 52 - 56 % | 150 - 170 28 - 32 % | 10 - 15 2 - 3 % | –              |
| OpinionWay                                                                         | 3 mai              | 6 - 8 1 %       | 28 - 43 5 - 8 % | 249 - 286 47 - 53 % | 200 - 210 37 - 39 % | 15 - 25 3 - 5 % | –              |
| Députés sortants                                                                   | Députés sortants   | 7 (1 %)         | 291 (51 %)      | 0 (0 %)             | 226 (40 %)          | 2 (0 %)         | 43 (8 %)       |

### Extrapolation de précédentes élections
Après les élections régionales françaises de 2015, Harris Interactive pour Le Figaro a analysé le résultat dans les 556 circonscriptions métropolitaines : en tenant compte de la donne du premier tour, des reports de voix constatés et de certaines particularités locales, la gauche serait en position favorable dans 249 circonscriptions, la droite dans 210 et le Front national dans 95. En juin 2016, OpinionWay avait envisagé les législatives de 2017 à l'aune des rapports de force électoraux des élections de 2015, et attribuait entre 266 et 292 députés à la droite (majorité absolue : 289), 188 à 208 à la gauche et 58 à 64 députés au Front national.
À la suite de l'élection présidentielle, Libération a extrapolé plusieurs scénarios en « prenant le candidat arrivé en tête au premier tour de l’élection présidentielle dans chaque circonscription » :
- un accord Hamon-Macron aurait la majorité absolue avec 324 députés, contre 140 pour Le Pen, 79 pour Fillon-Dupont-Aignan et 23 pour Mélenchon ;
- un groupe Mélenchon-Hamon (en additionnant les voix obtenues par Mélenchon et Hamon au premier tour de la présidentielle) obtiendrait 214 députés contre 156 pour Fillon et Dupont-Aignan, 143 au FN et 54 pour Macron mais, les candidatures n'étant pas fixées, des accords locaux pourraient être contradictoires[13].

## Par sous-échantillon

### Par région
- L'étude BVA du 2 au 5 juin 2017 auprès d'un échantillon de 4772 personnes s'intéresse aux régions dans lesquelles les cinq grands partis de la présidentielle pourraient arriver dans les quatre premiers.

| Région                     | 1er       | 2e       | 3e       | 4e      |
| -------------------------- | --------- | -------- | -------- | ------- |
| Hauts-de-France            | LREM 28 % | FN 26 %  | LR 16 %  |         |
| Île-de-France              | LREM 31 % | LR 23 %  | FN 12 %  |         |
| Bretagne                   | LREM 31 % | LR 19 %  | LFI 16 % | FN 12 % |
| Normandie                  | LREM 33 % | FN 16 %  | LR 15 %  |         |
| Pays de la Loire           | LREM 35 % | LR 18 %  | LFI 16 % | FN 14 % |
| Grand Est                  | LREM 25 % | LR 22 %  | FN 20 %  |         |
| Centre-Val de Loire        | LREM 27 % | LR 23 %  | FN 18 %  | PS 13 % |
| Occitanie                  | LREM 33 % | FN 21 %  | LR 15 %  |         |
| Nouvelle-Aquitaine         | LREM 37 % | LR 19 %  | LFI 12 % | FN 10 % |
| Bourgogne-Franche-Comté    | LREM 24 % | LR 19 %  | FN 18 %  |         |
| Auvergne-Rhône-Alpes       | LREM 26 % | LR 25 %  | FN 19 %  |         |
| Provence-Alpes-Côte d'Azur | FN 30 %   | LREM ? % | LR 23 %  |         |

### Par tranche d'âge
| 23 et 24 mai | LFI  | PS   | LREM | LR   | FN   |
| 18-24 ans    | 25 % | 8 %  | 24 % | 12 % | 22 % |
| 25-34 ans    | 20 % | 9 %  | 27 % | 12 % | 24 % |
| 35-49 ans    | 17 % | 12 % | 27 % | 15 % | 21 % |
| 50-64 ans    | 14 % | 10 % | 28 % | 19 % | 21 % |
| +65 ans      | 6 %  | 9 %  | 32 % | 35 % | 10 % |

### Par catégorie sociale
| 6 au 8 juin                               | LFI  | PS   | LREM | LR   | FN   |
| Artisans, commerçants, chefs d’entreprise | 9 %  | 7 %  | 27 % | 17 % | 16 % |
| Cadres, prof intellectuelles supérieures  | 7 %  | 12 % | 43 % | 19 % | 7 %  |
| Professions intermédiaires                | 16 % | 8 %  | 32 % | 18 % | 12 % |
| Employés                                  | 15 % | 9 %  | 25 % | 15 % | 23 % |
| Ouvriers                                  | 19 % | 3 %  | 14 % | 12 % | 44 % |